# Gran Paradiso Nemzeti Park
A Gran Paradiso Nemzeti Park (olaszul: Parco Nazionale del Gran Paradiso, franciául Parc national du Grand-Paradis) a legrégebbi olasz nemzeti park. 1922-ben intézményesítették. Olaszország északnyugati részén található, rajta Piemont és Valle d'Aosta régiók osztoznak.
A 19. század elején az alpesi kőszáli kecskék létszáma az intenzív vadászat okán drámaian lecsökkent. Vadászták őket sportból, és azért, mert úgy vélték akkoriban, hogy a kecskék egy kis kereszt alakú csontja megvédi vislőjüket az erőszakos haláltól.
1856-ban a területet Gran Paradiso Park néven védetté nyilvánították, megóvva így az állatokat a kipusztítástól – akkor már csak nagyjából 60 példány élte túl a vadászatot. Ez volt Olaszország első nemzeti parkja. A határ túloldalán, Franciaországban terül el a Vanoise Nemzeti Park, és így, mivel a két park összeér, ez Európa legnagyobb kiterjedésű védett területe.

## Flóra
A nemzeti park területére jellemző növényfajok:
Az alacsonyabban fekvő területeken: vadcseresznye, rezgő nyár, tölgy, európai mogyoró, hegyi juhar , vadgesztenye, kőris, madárberkenye, nyír.
A bükk a piemonti részen honos.
1500 és 2000 méter közötti magasságon jellemzők: havasi cirbolyafenyő, közönséges jegenyefenyő, közönséges lucfenyő, európai vörösfenyő.

## Fauna
A nemzeti park legjellegzetesebb állata, és egyben jelképe a kőszáli kecske. Mintegy 2500 példánynak ad otthont a park. A rupicapra 8000, a mormota 6000 példánya él itt.

## Települései
A park területén a következő települések fekszenek: Aymavilles, Ceresole Reale, Cogne, Introd, Locana, Noasca, Rhêmes-Notre-Dame, Rhêmes-Saint-Georges, Ribordone, Ronco Canavese, Valprato Soana, Valsavarenche, Villeneuve.

## Külső hivatkozások
- A Gran Paradiso kecskéi